# Enrico Berlinguer
Enrico Berlinguer (Sássari, Itália, 25 de maio de 1922 — Pádua, Itália, 11 de junho de 1984) foi um político italiano e secretário-geral do Partido Comunista Italiano (PCI) de 1972 até sua morte.

## Biografia

### Primeiros anos
Filho de Mario Berlinguer (AFI: [berliŋ'gwɛr], senador socialista) e Maria Loriga, Enrico nasceu no norte da ilha da Sardenha em uma família tradicional e nobre da região, tendo contado com relações familiares e políticas que viriam a influenciar sua vida e carreira.
Era primo de Francesco Cossiga e de Antonio Segni, ambos líderes da Democracia Cristã italiana (também os dois mais tarde viriam a ser presidentes da república italiana). O avô de Enrico, também chamado Enrico Berlinguer, foi fundador da La Nuova Sardegna, um importante jornal sardo, bem como amigo pessoal de Giuseppe Garibaldi e Giuseppe Mazzini, a quem auxiliou em seu trabalho como parlamentar, particularmente no que tocava às más condições de vida na ilha.
Em 1937, Berlinguer teve seu primeiro contato com os antifascistas sardos e, em 1943, ingressou formalmente no Partido Comunista Italiano, tornando-se rapidamente secretário da seção de Sassari. No ano seguinte, eclodiu nesta cidade a revolta do pão; Berlinguer foi encarcerado e liberado após três meses de prisão.
Logo após sua detenção, seu pai o levou a Salerno, cidade na qual a família real e o governo se refugiaram após o armistício entre a Itália e os aliados. Em Salerno seu pai o apresentou a Palmiro Togliatti, o maior líder do Partido Comunista (e também colega de escola de Don Mario Berlinguer).
Togliatti enviou Berlinguer de volta à Sardenha para prepará-lo para sua carreira política. No final de 1944, Togliatti indicou-o para a secretaria nacional do Movimento Juvenil Comunista (FGCI); logo ele foi mandado a Milão e, em 1945, foi designado membro do Comitê central do partido.

## Dirigente nacional do Partido Comunista Italiano

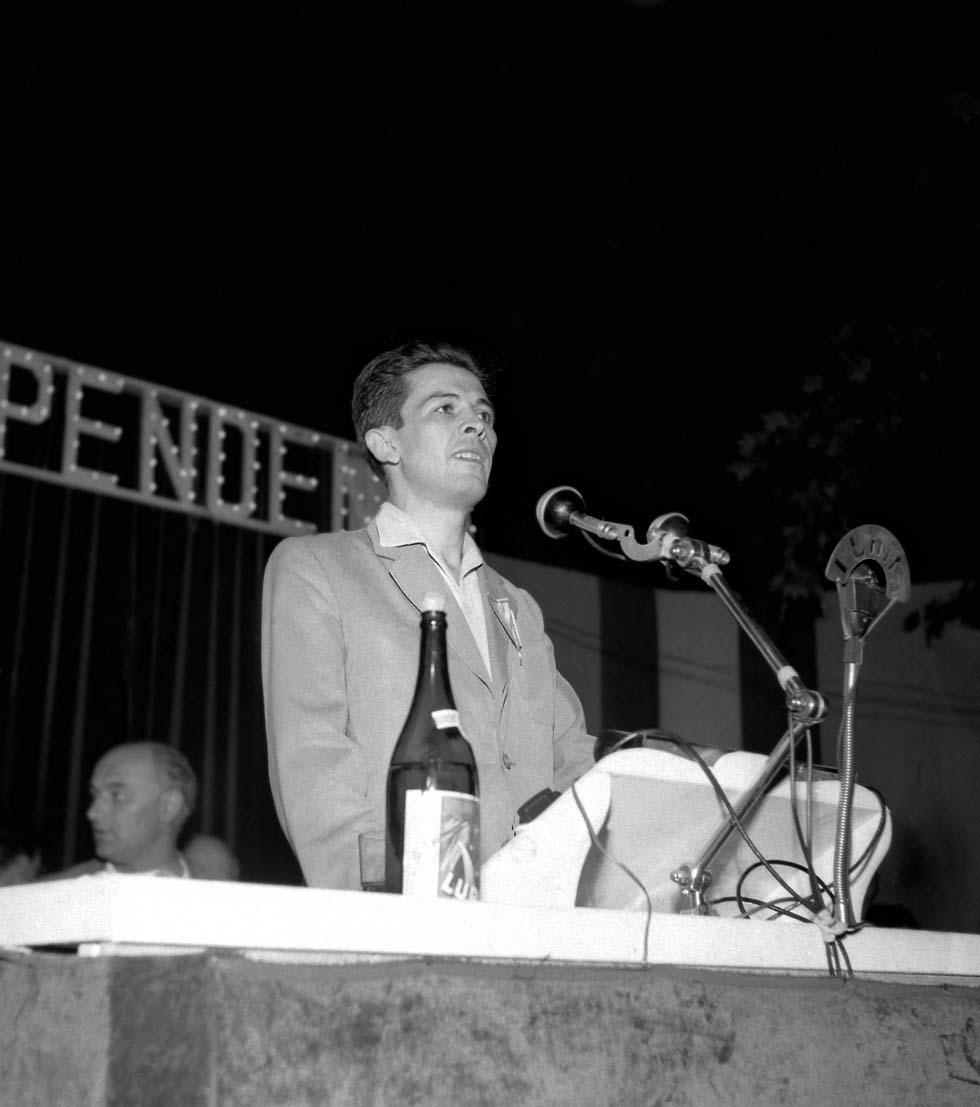
Berlinguer, em jovem, num comício do PCI.

Em 1946, Togliatti tornou-se o secretário do PCI (o maior cargo político no partido), e chamou Berlinguer a Roma, onde seu talento fez com que ingressasse na liderança nacional do partido em cerca de 2 anos (aos 26 anos, sendo um dos membros mais jovens que o partido jamais admitiu); em 1949 ele foi designado secretário-geral da FGCI, cargo que manteve até 1956. Um ano depois, foi designado presidente da Federação Mundial da Juventude Democrática. Em 1957, então membro da escola central do PCI, Berlinguer aboliu a obrigatoriedade de uma visita à União Soviética (que incluia treinamento político) para quem aspirava a posições de liderança dentro do PCI, que até então eram obrigatórias.
Em 1968 ele foi eleito deputado pelo colégio eleitoral de Roma. No ano seguinte, foi eleito vice-secretário geral do Partido (o secretário era Luigi Longo); neste cargo ele participou em 1969 da conferência internacional dos partidos comunistas em Moscou, quando a delegação italiana não concordou com a linha política "oficial" e recusou-se a votar o documento final do encontro.
Berlinguer proferiu o discurso mais forte que até então um líder comunista tenha feito na União Soviética; ele se recusou a "excomungar" os comunistas chineses e disse diretamente a Leonid Breznev que a "tragédia em Praga" (a invasão da Checoslováquia pelos países do Pacto de Varsóvia) deu clara evidência à diversidade de concepções no movimento comunista sobre temas fundamentais como a soberania nacional, o socialismo democrático e a liberdade cultural
Em 1970, Berlinguer iniciou relações com o mundo industrial. Dialogando com lideranças e forças conservadoras, declarou publicamente que o PCI via com simpatia um novo modelo de desenvolvimento que favorecesse a produção, conceito que fazia parte do programa da classe industrial. Já à época o principal líder do partido, Berlinguer tornou-se formalmente secretário-geral em 1972 após Luigi Longo ter sofrido um derrame (ao qual sobreviveu, tendo vindo a se tornar presidente do partido).
Em 1973, tendo sido internado após um acidente automobilístico durante visita à Bulgária, Berlinguer escreveu três famosos artigos ("Reflexões sobre a Itália", "Sobre os acontecimentos no Chile" e "Após o golpe (no Chile) para a revista semanal do Partido, Rinascita, apresentando a tese do chamado "compromisso histórico", uma hipótese de coalizão entre o PCI e a Democracia Cristã para garantir à Itália um período de estabilidade política, em um tempo de severa crise econômica e em um contexto no qual algumas forças de esquerda e de direita estavam tentando organizar um golpe de Estado na Itália.

### Relações Internacionais

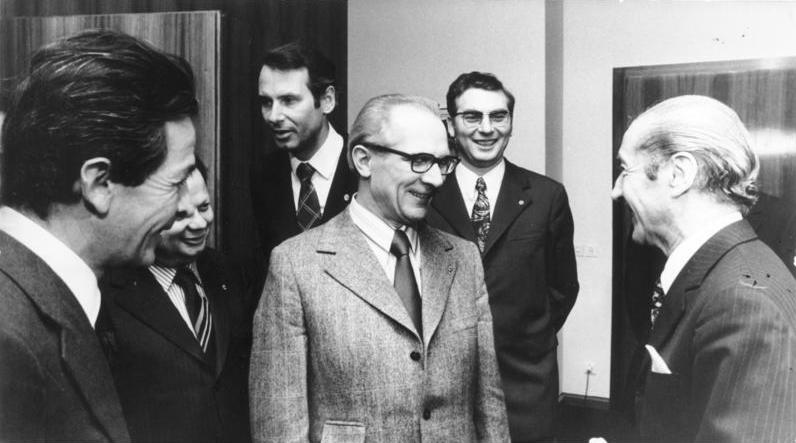
Berlinguer (á esquerda) com o líder da Alemanha Oriental Erich Honecker em 1973.

Em 1975, encontra na Jugoslávia o presidente Josip Broz Tito, dando continuidade às relações exteriores com os maiores partidos comunistas da Europa, Ásia e África.
Em 1976, novamente em Moscou, Berlinguer reconfirmou a posição autônoma do PCI do partido comunista soviético. Diante de 5.000 delegados comunistas, ele mencionou um "sistema pluralista",descrevendo a intenção do PCI de construir um "socialismo que acreditamos necessário e possível somente na Itália".
Quando declarou que o PCI condenava qualquer tipo de "interferência", a ruptura com os soviéticos foi completa. Em uma entrevista ao Corriere della Sera, declarou que sentia-se mais "seguro sob a proteção da OTAN".
Em um encontro em Madri em 1977 com Santiago Carrillo (do Partido Comunista Espanhol) e Georges Marchais (do Partido Comunista Francês), foram traçadas as linhas principais do eurocomunismo. Poucos meses depois, Berlinguer esteve novamente em Moscou, para mais um discurso que não foi apreciado pelos soviéticos e acabou sendo censurado pelo Pravda.

### Política doméstica

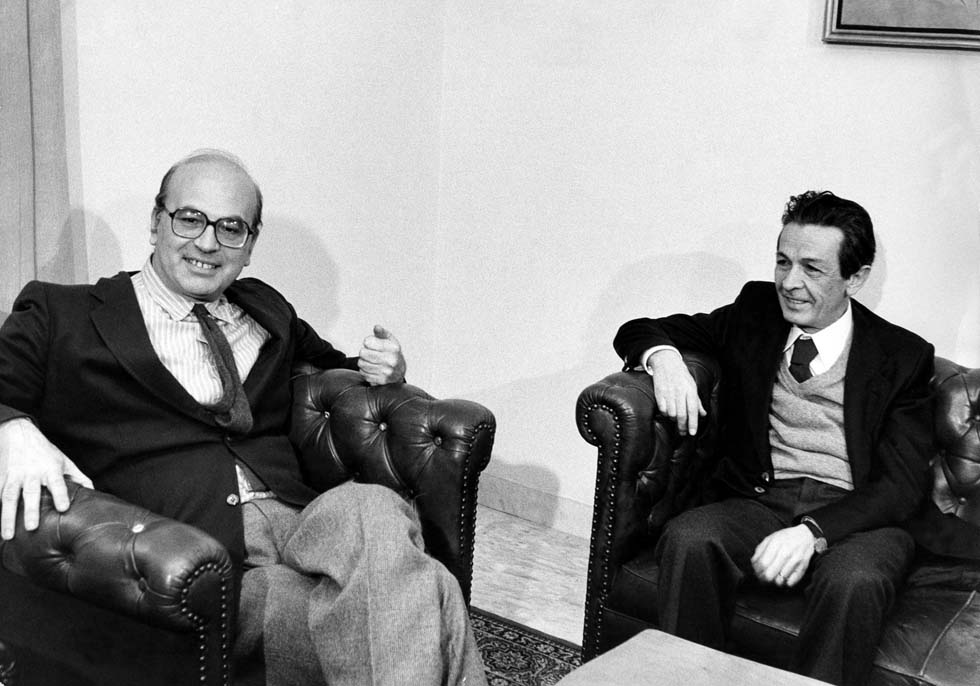
Enrico Berlinguer com o líder socialista Bettino Craxi.

Berlinguer, pouco a pouco, construiu um consenso no PCI sobre uma crescente proximidade com outros componentes da sociedade. Após a surpreendente abertura de 1970 aos conservadores, e a ainda muito discutida proposta do compromisso histórico, ele publicou sua correspondência com o Bispo de Ivrea, Luigi Bettazzi, o que foi em evento de vulto, visto que o Papa Pio XII excomunhou os comunistas logo após a Segunda Guerra Mundial, e a hipótese de qualquer relacionamento entre comunistas e católicos parecia muito pouco provável.
Este ato também serviu para contrariar as alegações, freqüentemente expressas, de que o PCI estaria protegendo terroristas de extrema esquerda nos anos de maior violência  e crueldade do terrorismo italiano. Neste contexto, o PCI abriu suas portas para muitos católicos, e o debate sobre a possibilidade de um contato iniciou-se. Note-se, no entanto, que nestes momentos a família de Berlinguer, marcadamente católica, nem por um momento abandonou uma privacidade rigorosamente respeitada. Nas eleições de junho de 1976. o PCI obteve 34,4% dos votos.
O assim chamado "governo de coalizão nacional" estava governando na Itália, porém Berlinguer declarou que um governo de emergência, um gabinete forte e poderoso era necessário para resolver uma crise de excepcional seriedade. Em 16 de março de 1978, Aldo Moro, presidente do partido da Democracia Cristã, foi sequestrado pelas Brigadas Vermelhas, um grupo terrorista de extrema esquerda, justamente no dia que o governo iria prestar seu juramento diante do parlamento.
Durante a crise do sequestro, Berlinguer foi um dos maiores defensores da linha de firmeza diante dos sequestradores, que se recusava a negociar com os terroristas (as Brigadas Vermelhas pretendiam que Moro fosse trocado por alguns terroristas que se encontravam presos). Apesar da firmeza da condenação do terrorismo pelo PCI, o incidente com Moro deixou o Partido mais isolado.
Em junho foi aprovada e apoiada pelo PCI uma campanha contra o presidente Giovanni Leone, acusado de corrupção, resultando na renúncia do presidente. A eleição do veterano socialista Sandro Pertini para a presidência da Itália foi apoiada por Berlinguer, mas não veio a produzir os efeitos esperados pelo PCI.
Na Itália, após a eleição de um novo presidente, o governo geralmente se demite. O PCI esperava que Pertini utilizasse sua influência a favor do Partido, porém o presidente, influenciado por líderes políticos como Giovanni Spadolini e Bettino Craxi, do Partido Socialista Italiano, manteve o PCI fora do governo.
Durante estes anos, o PCI governou diversas regiões italianas (eventualmente mais de metade delas). Notadamente, os governos bem-sucedidos da Emilia-Romagna e da Toscana eram provas concretas da capacidade governativa do PCI. Berlinguer voltou sua atenção para o reforço dos poderes locais, para mostrar que "os trens poderiam sair na hora certa" sob o governo do PCI. Ele tomou parte pessoalmente em campanhas eleitorais nas províncias e nos conselhos locais, enquanto outros partidos contavam somente com líderes locais, possibilitando ao Partido vencer em muitos deles.

### O rompimento com a União Soviética
Em 1980, o PCI condenou publicamente a invasão soviética do Afeganistão; Moscovo enviou imediatamente Marchais, do Partido Comunista Francês (que à época seguia com bastante proximidade as linhas do comunismo soviético) a Roma para tentar manter Berlinguer "na linha", porém Marchais foi recebido com grande frieza. A ruptura com os soviéticos e com outros partidos comunistas tornou-se clara quando o PCI não participou na Conferência Internacional dos Partidos Comunistas promovida em 1980 em Paris. Ao contrário, Berlinguer fez uma visita oficial à China (país que recebia forte oposição pública dos comunistas soviéticos). Em Salerno, em novembro, Berlinguer declarou que a ideia de um compromisso histórico teria sido deixada de lado e seria substituída pela ideia de uma "alternativa democrática".
Em 1981, Berlinguer declarou que, na sua opinião pessoal, "as forças progressivas da Revolução de Outubro teriam se exaurido". O PCI criticou a "normalização" na Polônia e rapidamente a ruptura do PCI com o Partido Comunista Soviético tornou-se definitiva e oficial, ao que seguiu uma longa polêmica entre o Pravda e o L'Unità (o jornal oficial do PCI), que somente veio a piorar com o encontro de Berlinguer com Fidel Castro em Havana.

## Morte

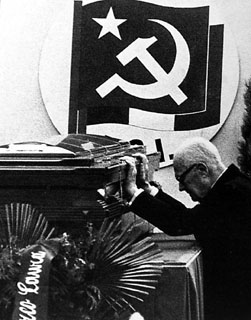
Presidente da República Italiana Sandro Pertini no funeral de Berlinguer.

No fronte interno, as últimas declarações de Berlinguer foram um apelo à solidariedade entre os partidos de esquerda. Em 7 de junho de 1984, Berlinguer é acometido de uma hemorragia cerebral durante um comício em Pádua, no Vêneto. Após terminar, com grande dificuldade, o discurso, foi internado e veio a falecer quatro dias depois. Mais de um milhão de pessoas compareceram ao seu funeral em Roma, no que hoje é lembrado como a última grande manifestação de massa do PCI, que posteriormente seria extinto (em 1989) para dar origem ao atual Partido Democrático.

## Legado

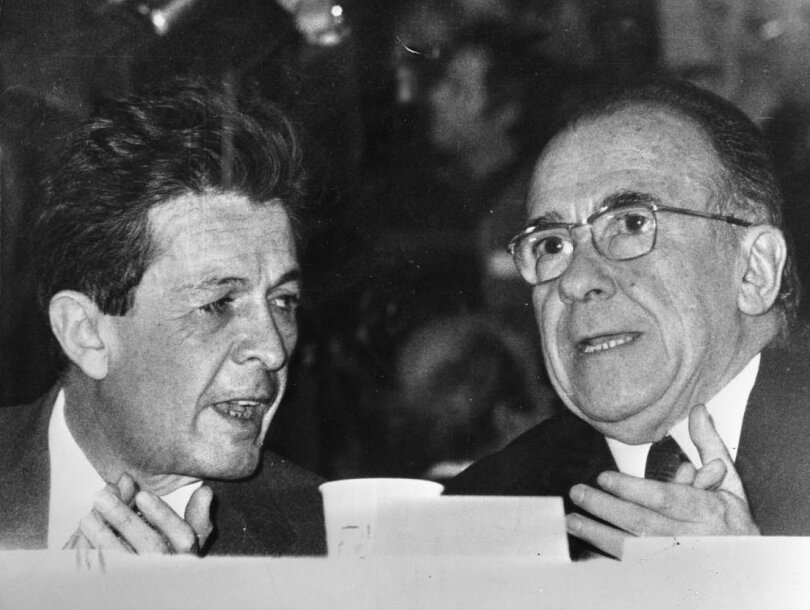
Berlinguer com o líder comunista espanhol Santiago Carrillo, em 1976.

Enrico Berlinguer foi definido de várias formas, mas era geralmente reconhecido pela coerência política e por uma dose de coragem, juntamente com uma rara inteligência política e pessoal. Um homem sério, era sinceramente respeitado mesmo pelos seus oponentes (a presença em seu funeral do líder pós-fascista Giorgio Almirante, de forma absolutamente civil e pacífica, é uma das várias demonstrações deste fato); sua lenta agonia de três dias foi seguida com atenção por toda a população e não somente pelos seus partidários. Seu funeral talvez tenha sido (impossível ter certeza) a maior concentração popular jamais vista em Roma.
Seu ato político de maior importância no PCI foi inequivocamente a dramática ruptura com o comunismo soviético, o assim chamado strappo, juntamente com a criação do eurocomunismo, além do seu substancial trabalho de contato com a metade conservadora da Itália.
Berlinguer, no entanto, tinha muitos inimigos. Sua oposição interna no PCI sustentava que ele teria transformado um partido de trabalhadores em uma espécie de clube revisionista burguês. Observadores da oposição notavam que o strappo teria demorado demais para ser completado, o que era visto como evidência de que não teria havido uma decisão definitiva sobre este ponto (de toda forma, a aceitação da OTAN foi tomada como evidência da autonomia genuína do PCI). Hoje também nota-se que Berlinguer teria falhado ao tentar levar efetivamente ao poder em um governo de coalizão o PCI no período em que tal formação se demonstrou mais provável (entre 1976 e 1978).
Desta forma, mesmo se coadjuvado pelo grande sucesso dos governos regionais do PCI na Itália, Berlinguer não conseguiu levar o Partido ao governo. Sua plataforma final, a "alternativa democrática", nunca transformou-se em realidade. No espaço de uma década de sua morte, a URSS, a Democracia Cristã e o PCI desapareceram, modificando completamente o panorama da política italiana, cuja referência histórica e cultural a Berlinguer continua, porém, muito forte.